# Istigobius
Istigobius è un genere comprendente 11 specie di pesci d'acqua salata appartenente alla famiglia Gobiidae.

## Tassonomia
- Istigobius campbelli  	(Jordan & Snyder, 1901)
- Istigobius decoratus 	(Herre, 1927)
- Istigobius diadema 	(Steindachner, 1876)
- Istigobius goldmanni 	(Bleeker, 1852)
- Istigobius hoesei Murdy & McEachran, 1982
- Istigobius hoshinonis 	(Tanaka, 1917)
- Istigobius nigroocellatus 	(Günther, 1873)
- Istigobius ornatus 	(Rüppell, 1830)
- Istigobius rigilius 	(Herre, 1953)
- Istigobius spence 	(Smith, 1947)